# ويلدون روجرز
ويلدون روجرز (بالإنجليزية: Weldon Rogers)‏ هو كاتب أغاني ومغني ومنتج أسطوانات أمريكي، ولد في 30 أكتوبر 1927 في ماريتا في الولايات المتحدة، وتوفي في 13 سبتمبر 2004 في بيريتون في الولايات المتحدة.

## وصلات خارجية
- ويلدون روجرز على موقع ميوزك برينز (الإنجليزية)
- ويلدون روجرز على موقع ديسكوغز (الإنجليزية)